# Tổng Riemann

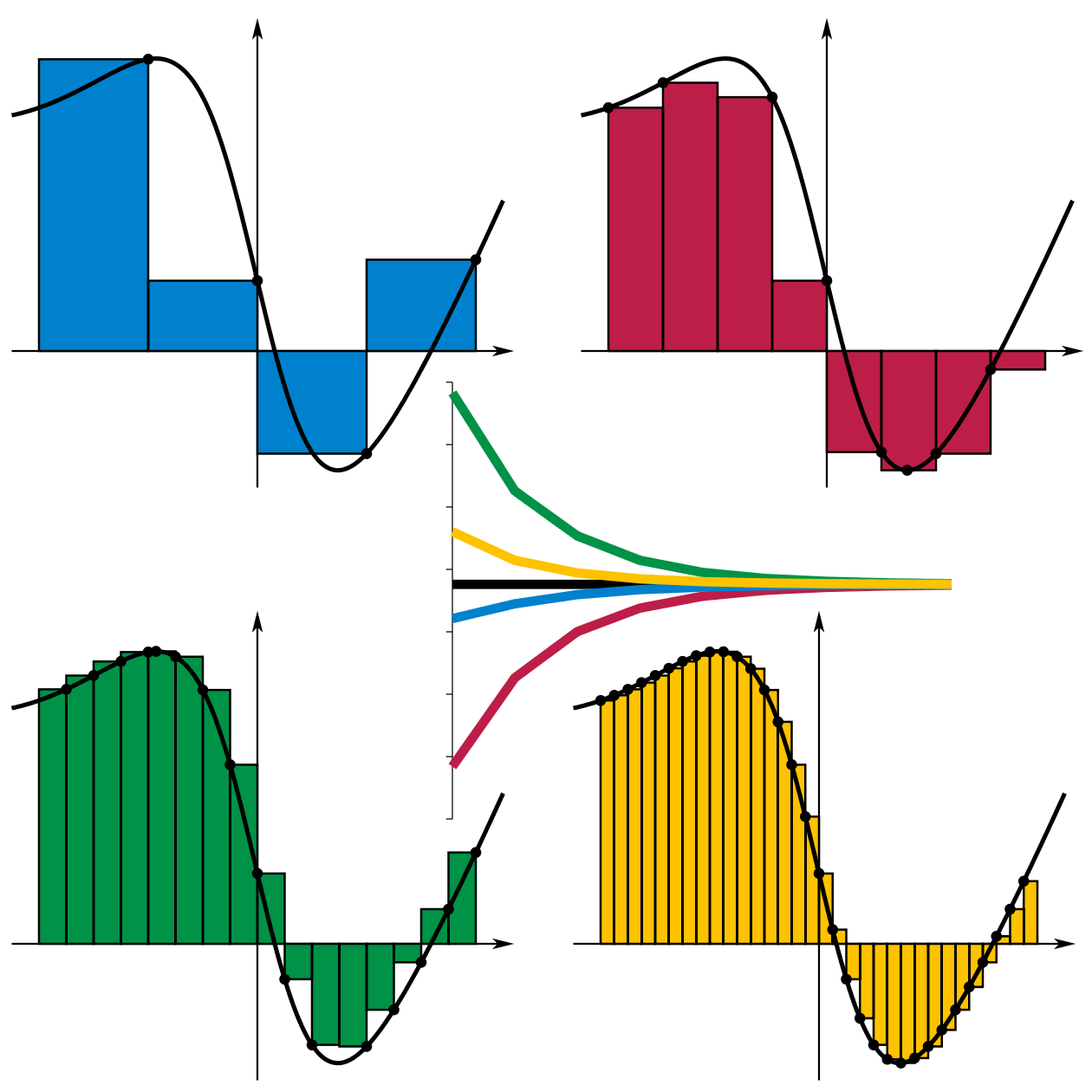
Bốn phương pháp của tổng Riemann cho diện tích được ước tính dưới đường cong. Phương pháp phải và trái ước tính điểm cuối phải và trái của mỗi khoảng con, lần lượt. Phương pháp cực đại và cực tiểu ước tính bằng cách sử dụng giá trị điểm cuối lớn nhất và nhỏ nhất của mỗi khoảng con, lần lượt. Giá trị của tổng như là các khoảng con chia đều từ trái trên tới phải dưới.

Trong toán học, một tổng Riemann là một thể loại của phép tính gần đúng của tích phân bởi một tổng hữu hạn. Nó được đặt tên theo sau nhà toán học người Đức thế kỷ 19 Bernhard Riemann. Một ứng dụng thường thấy không những là phép tính gần đúng diện tích của hàm số hoặc đường thẳng trên đồ thị, mà còn là độ dài đường cong và một số phép tính gần đúng khác.
Tổng được tính toán bằng sự phân chia các vùng thành các dạng hình (hình chữ nhật, hình thang, parabol, hoặc hình hàm bậc ba) mà cùng nhau tạo thành những vùng giống với những vùng đã có được công thức tính toán, sau đó tính diện tích của mỗi vùng này, và cuối cùng cộng tất cả diện tích của những vùng nhỏ này với nhau. Phương pháp này có thể được dùng để tìm một số gần đúng cho tích phân xác định mặc dù định lý cơ bản của giải tích cho rằng nó không dễ để tìm một kết quả dạng đóng.
Bởi vì có những trường hợp những vùng này không phải là những vùng đã có được công thức tính toán từ trước, nên tổng Riemann sẽ khác với diện tích được tính toán. Lỗi này có thể được giảm đi bằng cách chia khoảng một cách chính xác nhất (nhỏ hơn và nhỏ hơn nữa). Khi mà hình dạng được chia nhỏ hơn và nhỏ hơn, tổng sẽ tiến tới tích phân Riemann.

## Khái niệm
Cho {\displaystyle f:[a,b]\rightarrow \mathbb {R} } là hàm số xác định đoạn {\displaystyle [a,b]} của tập hợp số thực {\displaystyle \mathbb {R} }, và
{\displaystyle P=\left\{[x_{0},x_{1}],[x_{1},x_{2}],\dots ,[x_{n-1},x_{n}]\right\}}⁠,
là sự phân chia của I, khi
{\displaystyle a=x_{0}<x_{1}<x_{2}<\cdots <x_{n}=b}.
Tổng Riemann {\displaystyle S} của f trên I với sự phân chia P (độ dài) được định nghĩa bởi:
{\displaystyle S=\sum _{i=1}^{n}f(x_{i}^{*})\,\Delta x_{i}}
khi {\displaystyle \Delta x_{i}=x_{i}-x_{i-1}} và một đoạn {\displaystyle x_{i}^{*}\in [x_{i-1},x_{i}]}.
Chú ý từ "một đoạn" của câu trước. Một cách nghĩ khác về dấu hoa thị này là ta đang chọn một điểm bất kỳ trên đoạn này, và không cần quan tâm đến là chọn điểm nào; khi mà hiệu hoặc độ dài của đoạn tiến tới không, hiệu giữa hai điểm trong đoạn hình chữ nhật này cũng tiến tới không. Đây là bởi vì sự lựa chọn {\displaystyle x_{i}^{*}} trong đoạn {\displaystyle [x_{i-1},x_{i}]} là bất kỳ, nên bất kỳ hàm số f nào xác định trên khoảng I và khoảng chia P, mỗi một hàm số sẽ cho ra các tổng khác nhau phụ thuộc vào {\displaystyle x_{i}^{*}} được chọn, miễn là {\displaystyle x_{i-1}\leq x_{i}^{*}\leq x_{i}} vẫn đúng.

## Một số dạng đặc trưng của tổng Riemann
Mỗi sự lựa chọn {\displaystyle x_{i}^{*}} cho ta dạng tổng Riemann khác nhau:
- Nếu {\displaystyle x_{i}^{*}=x_{i-1}} với mọi i, thì S được gọi là quy tắc trái[2][3] hoặc tổng Riemann trái.
- Nếu {\displaystyle x_{i}^{*}=x_{i}} với mọi i, thì S được gọi là quy tắc phải[2][3] hoặc tổng Riemann phải.
- Nếu {\displaystyle x_{i}^{*}=(x_{i}+x_{i-1})/2} với mọi i, thì S được gọi là quy tắc điểm giữa[2][3] hoặc tổng Riemann giữa.
- Nếu {\displaystyle f(x_{i}^{*})=\sup f([x_{i-1},x_{i}])} (nó là, cận trên đúng của f trên {\displaystyle [x_{i-1},x_{i}]}), thì S được định nghĩa là tổng Riemann cao hoặc tổng Darboux cao.
- Nếu {\displaystyle f(x_{i}^{*})=\inf f([x_{i-1},x_{i}])} (nó là, cận dưới đúng của f trên {\displaystyle [x_{i-1},x_{i}]}), thì S được định nghĩa là tổng Riemann thấp hoặc tổng Darboux thấp.

Những phương pháp này là những phương pháp cơ bản nhất để tính được phép lấy tích phân bằng số. Nói dễ hơn, hàm số có thể tích phân Riemann được nếu tất cả các tổng Riemann có giá trị bằng nhau (bao gồm tổng Riemann trái, tổng Riemann phải, tổng Riemann giữa, tổng Riemann cao/tổng Darboux cao và tổng Riemann thấp/tổng Darboux thấp) khi các khoảng chia càng ngày tiến đến 0.
Nếu nó không phải là tổng Riemann, tổng trung bình của trái và phải Riemann là quy tắc hình thang và là một trong những cách chung đơn giản nhất để tính gần đúng tích phân bằng cách sử dụng trung bình trọng số. Điều này theo sau tính phức tạp bởi quy tắc Simpson và công thức Newton–Cotes.
Bất kỳ tổng Riemann với khoảng chia (đó là, với bất kỳ sự lựa chọn nào của {\displaystyle x_{i}^{*}} giữa {\displaystyle x_{i-1}} và {\displaystyle x_{i}}) đều ở trong tổng Darboux cao và thấp. Điều này làm cơ sở cho tích phân Darboux, khi nó tương đương với tích phân Riemann.

## Phương pháp
Bốn phương pháp của tổng Riemann là những pháp cơ bản nhất. Đoạn [a, b] được chia thành n khoảng con, có độ dài
{\displaystyle \Delta x={\frac {b-a}{n}}.}
Điểm trong khoảng chia này sẽ là
{\displaystyle a,a+\Delta x,a+2\,\Delta x,\ldots ,a+(n-2)\,\Delta x,a+(n-1)\,\Delta x,b.}

### Tổng Riemann trái

Tổng Riemann trái của hàm x^{3} trên đoạn [0,2] với 4 khoảng con

Với tổng Riemann trái, phép tính gần đúng hàm số bằng cách sử dụng giá trị của nó tại điểm trái cùng cho nhiều hình chữ nhật với chiều dài Δx và chiều cao f(a + iΔx). Làm điều này đối với i = 0, 1,..., n − 1, và cộng vào diện tích thu được cho
{\displaystyle \Delta x\left[f(a)+f(a+\Delta x)+f(a+2\,\Delta x)+\cdots +f(b-\Delta x)\right]}

Tổng Riemann trái cao hơn giá trị nếu f có sự nghịch biến trên đoạn này, và thấp hơn giá trị nếu có sự đồng biến.

### Tổng Riemann phải

Tổng Riemann phải của hàm x^{3} trên đoạn [0,2] với 4 khoảng con

f ở đây được tính gần đúng bởi giá trị của điểm cuối bên phải. Cho nhiều hình chữ nhật với chiều dài Δx và độ cao f(a + i Δx). Làm điều này đối với i = 1,..., n, và cộng vào diện tích thu được cho
{\displaystyle \Delta x\left[f(a+\Delta x)+f(a+2\,\Delta x)+\cdots +f(b)\right].}
Tổng Riemann phải này là thấp hơn nếu f nghịch biến, và cao hơn nếu nó đồng biến.
Sai số của công thức này sẽ là
{\displaystyle \left\vert \int _{a}^{b}f(x)\,dx-A_{\mathrm {right} }\right\vert \leq {\frac {M_{1}(b-a)^{2}}{2n}}},
với {\displaystyle M_{1}} là giá trị lớn nhất của giá trị tuyệt đối của {\displaystyle f^{\prime }(x)} trên đoạn này.

### Quy tắc điểm giữa

Tổng Riemann giữa của hàm x^{3} trên đoạn [0,2] với 4 khoảng con

Phép tính gần đúng f tại điểm giữa của đoạn cho f(a + Δx/2) của khoảng thứ nhất, kế tiếp là f(a + 3Δx/2), và tiếp tục cho đến f(b − Δx/2). Tổng diện tích thu được cho
{\displaystyle \Delta x\left[f(a+{\tfrac {\Delta x}{2}})+f(a+{\tfrac {3\,\Delta x}{2}})+\cdots +f(b-{\tfrac {\Delta x}{2}})\right]}.
Sai số của công thức này sẽ là
{\displaystyle \left\vert \int _{a}^{b}f(x)\,dx-A_{\mathrm {mid} }\right\vert \leq {\frac {M_{2}(b-a)^{3}}{24n^{2}}}},
với {\displaystyle M_{2}} là giá trị lớn nhất của giá trị tuyệt đối của {\displaystyle f^{\prime \prime }(x)} trên đoạn này.

### Quy tắc hình thang

Tổng Riemann hình thang của hàm x^{3} trên đoạn [0,2] với 4 khoảng con

Trong trường hợp này, giá trị của hàm f trên đoạn này được tính gần đúng bởi trung bình giá trị của điểm cuối trái và phải. Tương tự như những phương pháp trên, tính toán diện tích thu được 
{\displaystyle A={\tfrac {1}{2}}h(b_{1}+b_{2})}
cho một hình thang với hai cạnh song song b1, b2 và chiều cao h cho
{\displaystyle {\tfrac {1}{2}}\,\Delta x\left[f(a)+2f(a+\Delta x)+2f(a+2\,\Delta x)+2f(a+3\,\Delta x)+\cdots +f(b)\right].}
Sai số của công thức này sẽ là
{\displaystyle \left\vert \int _{a}^{b}f(x)\,dx-A_{\mathrm {trap} }\right\vert \leq {\frac {M_{2}(b-a)^{3}}{12n^{2}}},}
với {\displaystyle M_{2}} là giá trị lớn nhất của giá trị tuyệt đối của {\displaystyle f^{\prime \prime }(x)}.
Phép tính gần đúng thu được với quy tắc hình thang cho một hàm số là giống với trung bình của tổng phía bên trái và phải của hàm số đó.

## Sự liên quan với tích phân
Tổng Riemann một bằng phẳng trên đoạn {\displaystyle [a,b]}, với khoảng chia lớn nhất gần bằng không (đó là giới hạn của khoảng chia bình thường), một hàm số sẽ có các tổng Riemann giống nhau. Giá trị giới hạn này, nếu nó tồn tại, được định nghĩa là tích phân Riemann xác định của hàm số đó trên tập xác định {\displaystyle [a,b]},
{\displaystyle \int _{a}^{b}f(x)\,dx=\lim _{n\rightarrow \infty }\sum _{k=0}^{n-1}f(a+{\frac {k(b-a)}{n}}){\frac {b-a}{n}}}
hoặc
{\displaystyle \int _{a}^{b}f(x)\,dx=\lim _{n\rightarrow \infty }\sum _{k=0}^{n-1}f(a+k\Delta x)\Delta x}
với định nghĩa {\displaystyle \Delta x={\frac {b-a}{n}}}
Trong trường hợp tập xác định hữu hạn, nếu giá trị lớn nhất của khoảng chia tiến tới không, điều này nhấn mạnh số lượng phần tử chia tiến tới vô cực. Với khoảng chia hữu hạn, tổng Riemann luôn luôn là phép tính gần đúng tới giá trị giới hạn và phép tính gần đúng này sẽ chính xác hơn nếu nó có khoảng chia nhỏ hơn nữa. Đồ thị hoạt hóa sau đây giúp minh họa số lượng của khoảng chia tăng thì diện tích được ước tính chính xác hơn như thế nào dưới đường cong (trong khi giảm dần độ dài khoảng chia):

Tổng trái
Tổng phải
Tổng giữa

Bởi vì hàm số của đường màu đỏ ở đây là một hàm số trơn, nên tất cả những tổng Riemann sẽ cho ra giá trị giống nhau khi số lượng khoảng chia tiến tới vô cực.